# La Chronique de Travnik

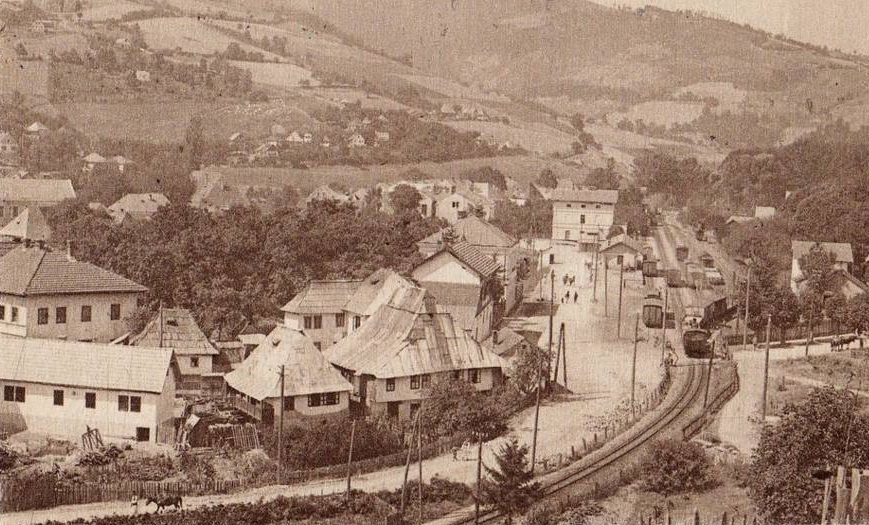
Gare de Travnik

La Chronique de Travnik est un roman historique d'Ivo Andrić, achevé à Belgrade en 1942, mais qui ne sera publié qu'en 1945.

## Résumé
Cette chronique de la ville de Travnik s'étend de 1806 à 1814, alors que les guerres napoléoniennes font rage en Europe. Elle raconte la vie de la capitale du pachalik de Bosnie « au temps des consulats » : un consulat impérial français y est installé en 1806, rapidement suivi d'un consulat austro-hongrois.
Sur un fond historique rappelant en filigrane les événements européens, le récit se construit autour des relations entre le consul français, Jean Daville, son homologue austro-hongrois et les vizirs ottomans successifs en place dans la cité et régnant sur la Bosnie. Il permet d'appréhender les relations entre les diverses communautés vivant alors en territoire bosnien : musulmans autochtones, minorités juives, catholiques et orthodoxes, administration ottomane.

## Autour du roman
Comme son titre de Chronique le laisse entendre, cette œuvre n'est pas pur produit de l'imagination, mais s'inspire de personnages réels (les consuls, leurs assistants, les vizirs...) dont Andrić a pu consulter les témoignages et les relations épistolaires, officiels ou littéraires.

## Éditions françaises
- La Chronique de Travnik, traduction de Michel Glouchevitch, introduction de Claude Aveline, éditions Club bibliophile de France, 1956
- La Chronique de Travnik, traduction de Michel Glouchevitch, introduction de Claude Aveline, éditions Plon, 1962
- La Chronique de Travnik, traduction de Pascale Delpech, éditions Belfond, 1996,  (ISBN 978-2714433459)
- La Chronique de Travnik, traduction de Pascale Delpech, éditions Le Serpent à Plumes, coll. « Motifs » no 170, 2005  (ISBN 2-84261-417-8)

### Voir également
- Voyage en Bosnie dans les années 1807 et 1808, Amédée Chaumette des Fossés, Paris, 1816

Des Fossés fut le secrétaire de Daville pendant deux ans et Andrić a eu accès à cet ouvrage qu'il cite à plusieurs reprises dans son roman.